# ISO 3166-2:SJ
Die zur Kennzeichnung geografischer Einheiten dienende Liste der ISO 3166-2-Codes für  Svalbard und Jan Mayen enthält ausschließlich den Code für  Svalbard und Jan Mayen. Es existieren keine weiteren Unterteilungen.

Dieser Code besteht nur aus einem Teil. Dieser gibt den Code gemäß ISO 3166-1 (für  Svalbard und Jan Mayen SJ) wieder.
Die aktuellen Codes stehen auf der Seite der ISO unter #iso:code:3166:SJ zur Verfügung.

Svalbard und Jan Mayen sind auch unter dem Code NO-21 (für Svalbard) und NO-22 (für Jan Mayen) in der ISO 3166-2:NO für Norwegen aufgenommen.